# گروه پاچا

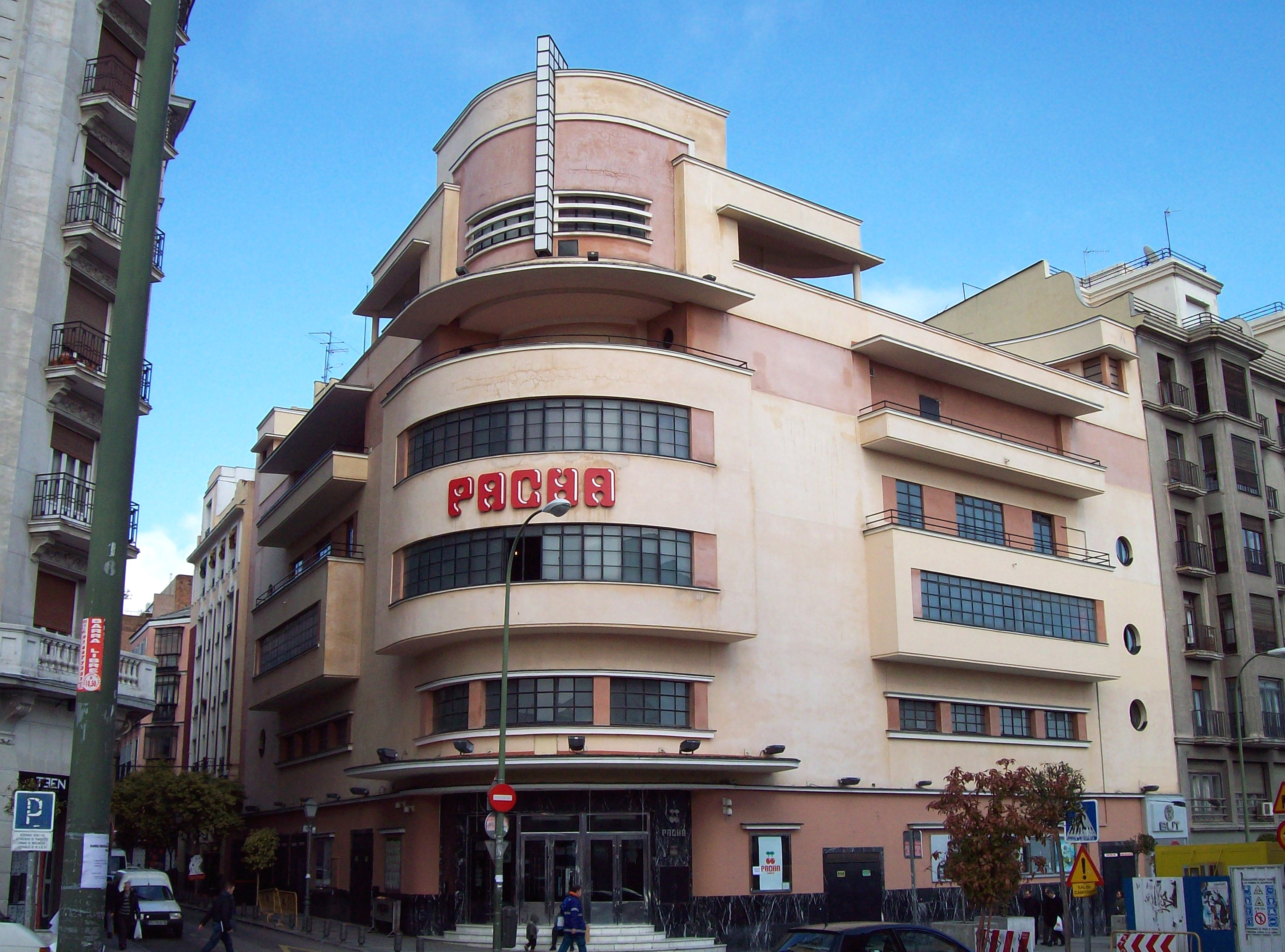
پاچا در مادرید

پاچا (به انگلیسی: Pacha) یک باشگاه شبانه است که دفتر اصلی آن در ایبیزا، اسپانیا قرار دارد. اولین پاچا در سال ۱۹۶۷ خارج از شهر بارسلون در سیتگس تأسیس گردید. باشگاه ایبیزا واقع در شهر ایبیزا امروزه یکی از مکان‌های بسیار معروف است. همچنین در نظرسنجی مجله دی‌جی در سال ۲۰۰۶ پاچا به عنوان چهارمین باشگاه محبوب انتخاب شد.